# Gabriela Silang

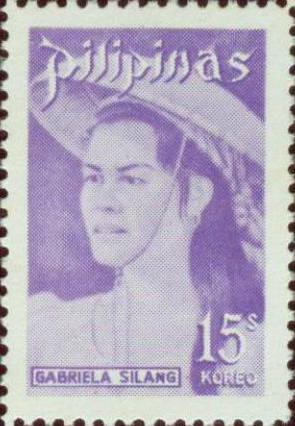
Gabriela Silang

Josefa Gabriela Silang (Santa, 19 maart 1731 - Vigan, 20 september 1763) was een Filipijns rebellenleidster. Silang leidde een opstand in de provincie Ilocos Sur na de dood van haar man Diego Silang.

## Biografie
Silang werd geboren in Santa, Ilocos Sur en was mestiza (deels Spaans en deels Filipijns). Toen ze 20 jaar oud was werd ze gedwongen te trouwen met een rijke oude man. Omdat haar man al na drie jaar stierf werd ze al jong weduwe. In 1757 trouwde ze opnieuw, ditmaal met Diego Silang, die zijn kost verdiende als koerier tussen Vigan en Manilla. Na hun trouwen woonden ze enkele jaren in Vigan.
Het Spaanse gezag stond in die tijd behoorlijk onder druk. In september 1762 waren Manilla en Cavite veroverd door Britse troepen. Een provisorisch Spaans bestuur in de provincie onder leiding van Simon de Anda probeerde ondertussen de controle over de rest van de archipel te behouden. Ook in de provincie Ilocos stond het Spaanse gezag op instorten. In december 1762 kwam het tot een climax toen een grote groep Ilocano's onder leiding van Diego Silang de stad aanviel en de aanwezige Spaanse geestelijke gevangennamen en de Spaanse gouverneur van Ilocos afzette. Op 14 december 1762 werd de onafhankelijkheid uitgeroepen en Vigan werd tot hoofdstad verklaard. De Britten in Manilla zagen in Silang een bondgenoot in hun strijd tegen de Spanjaarden en beloofden hem militaire ondersteuning, maar die zou er uiteindelijk nooit komen.
Om de opstand in Ilocos te beteugelen huurden de Spanjaarden twee huurmoordenaars in. Op 26 mei 1763 werd Diego door twee vertrouwelingen neergeschoten. De moord op Silang betekende echter niet het einde van de opstand, want na de moord nam Gabriela de leiding over de opstandelingen op zich. De groep werd door de Spanjaarden uit Vigan verdreven en Gabriela moest zich met haar mannen terugtrekken in het woongebied van de Itnegs. Daar hergroepeerden ze zich en rekruteerden nieuwe sympathisanten. In september 1763 vielen ze gewapend met bolo's en ondersteund door Itneg-boogschutters Vigan aan. De aanval werd echter door de veel sterkere Spanjaarden afgeslagen en de groep moest vluchten richting Abra en Mountain Province.
Uiteindelijk werd Gabriela samen met zo'n 80 volgelingen gevangengenomen door de Spanjaarden. De mannen werden een voor een opgehangen langs de kust tussen Candoy en Bantay. Gabriella zelf werd op 20 september 1763 als laatste opgehangen op het plein in Vigan.
De vrouwenbeweging GABRIELA heeft zich uit eerbetoon vernoemd naar Gabriela Silang.